# 住吉神社 (神戸市西区)
住吉神社（すみよしじんじゃ）は、兵庫県神戸市西区にある神社。所在地から押部谷住吉神社（おしべたにすみよしじんじゃ）を称する。

## 歴史
第46代孝謙天皇の754年（天平勝宝6年）9月13日に川向の元住吉山に摂津国住吉神社から社家、津守連が楯神、鉾神ならびに神霊を勧請したことに始まる。現在の押部谷町全体の12の村および、平野町常本までを含む当時の押部の庄全体の氏神となっている。祭神は表筒男命、中筒男命、底筒男命、気長足姫命の4柱。1559年（永禄2年）6月29日に現在地に遷座された。その20年後の1579年（天正7年）6月25日、羽柴秀吉の三木別所攻め（三木合戦）の兵火にかかり、神社建物はことごとく焼失した。安土桃山時代の末期1594年（文禄3年）9月13日には高和の社地に御旅所を創設し、江戸時代初期の1619年（元和5年）当神社の朱印領は十石であった。1647年（正保4年）4月8日に4別棟を再建し、1734年（享保19年）4月本殿覆を建立し1874年（明治7年）2月には兵庫県明石郡の郷社に列せられる。1919年（大正8年）に境内敷地を拡張し1981年（昭和56年）6月には参集殿を建設し現在に至っている。

## 境内社
- 楯神社（豊磐門戸命）[2]
- 鉾神社（櫛磐門戸命）[2]
- 稲荷神社（稲倉魂命）[2]
- 天満神社（菅原道真）[2]
- 幸神社（猿田彦命）[2]

## 祭礼日
- 1月1日　歳旦祭
- 2月17日　祈年祭
- 7月最終の土・日　夏越祭・万灯祭
- 10月第2土・日　例大祭
  - 氏子集落による太鼓屋台、獅子舞が奉納される。本宮において高和小学校側にある御旅所へ神輿での渡御、神輿歌が歌われ、神事が執り行われる。また明石川住吉橋の下の奇淵（くしぶち）と呼ばれる、河床の露岩において清めが行われる。
- 11月23日　新嘗祭

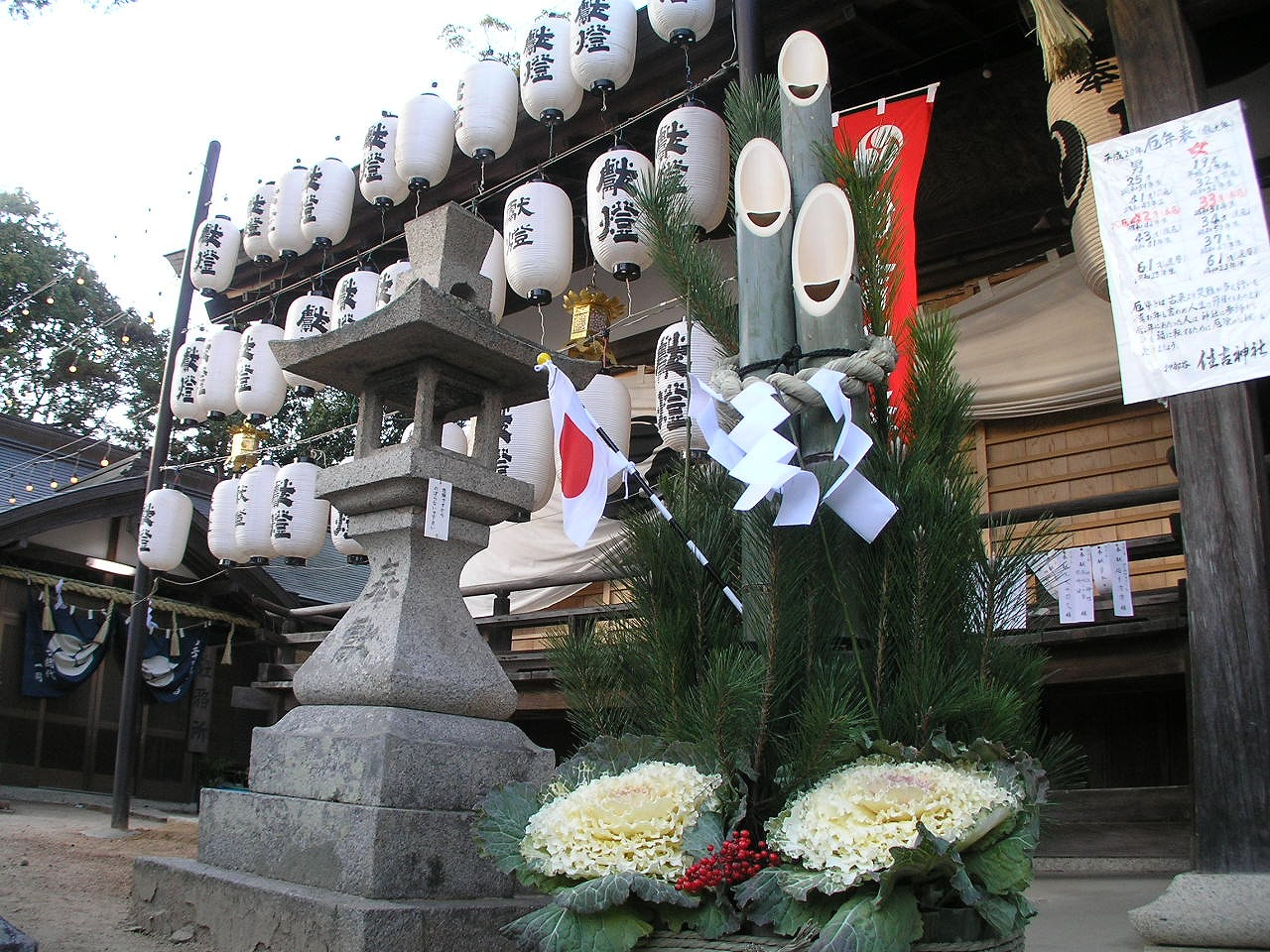
初詣拝殿前の灯籠・門松
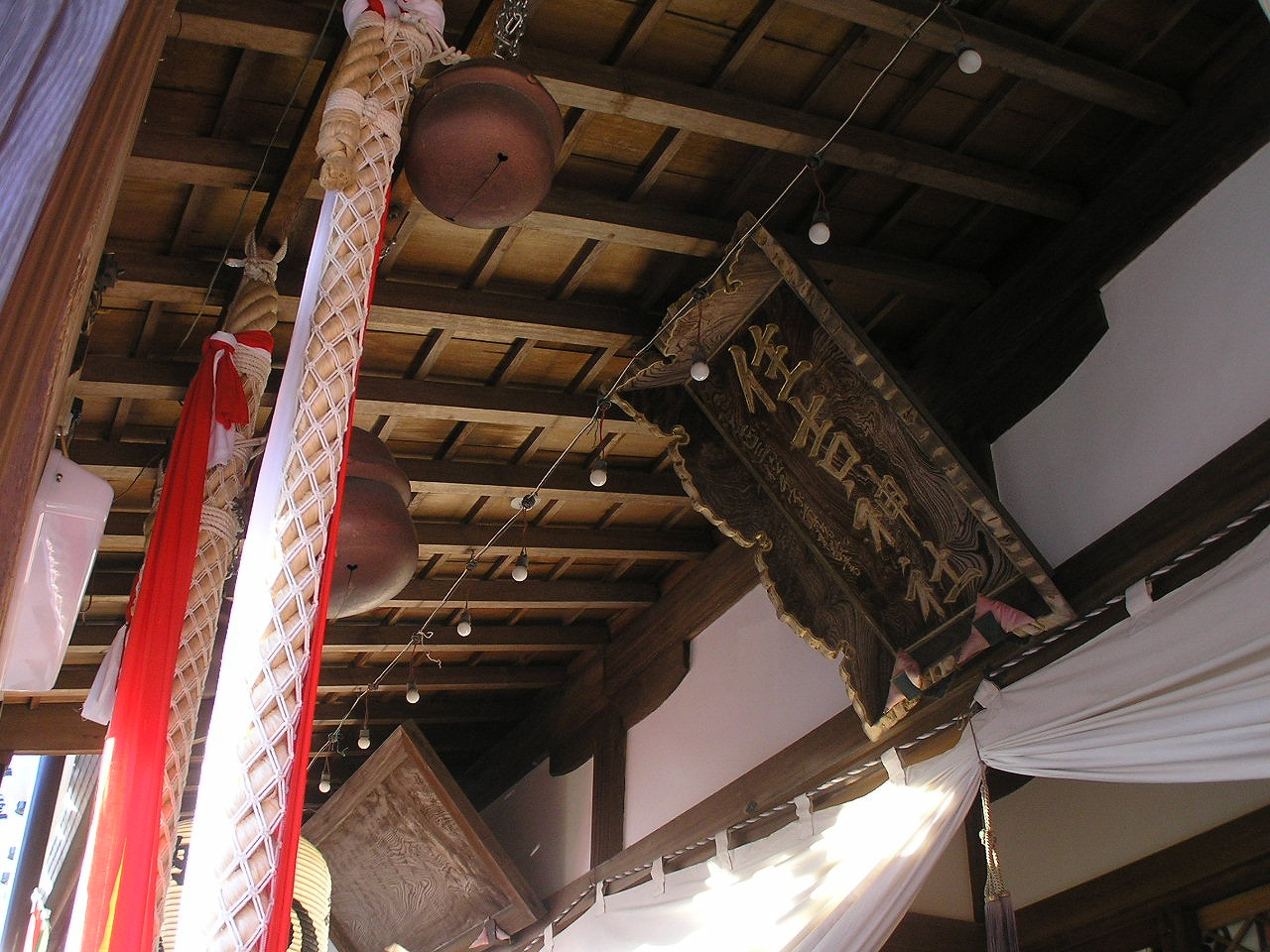
拝殿の社号額
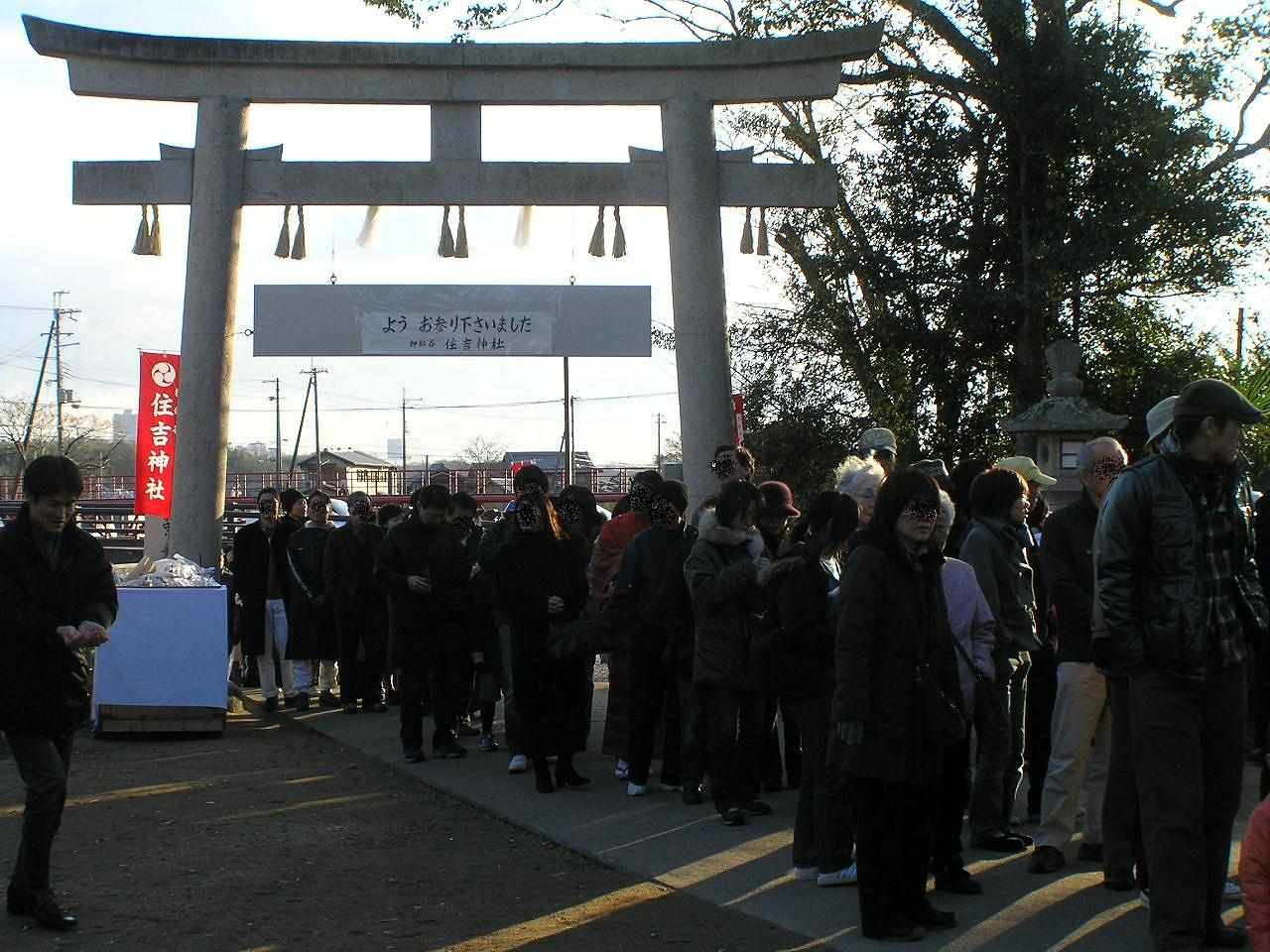
鳥居と歳旦祭の様子
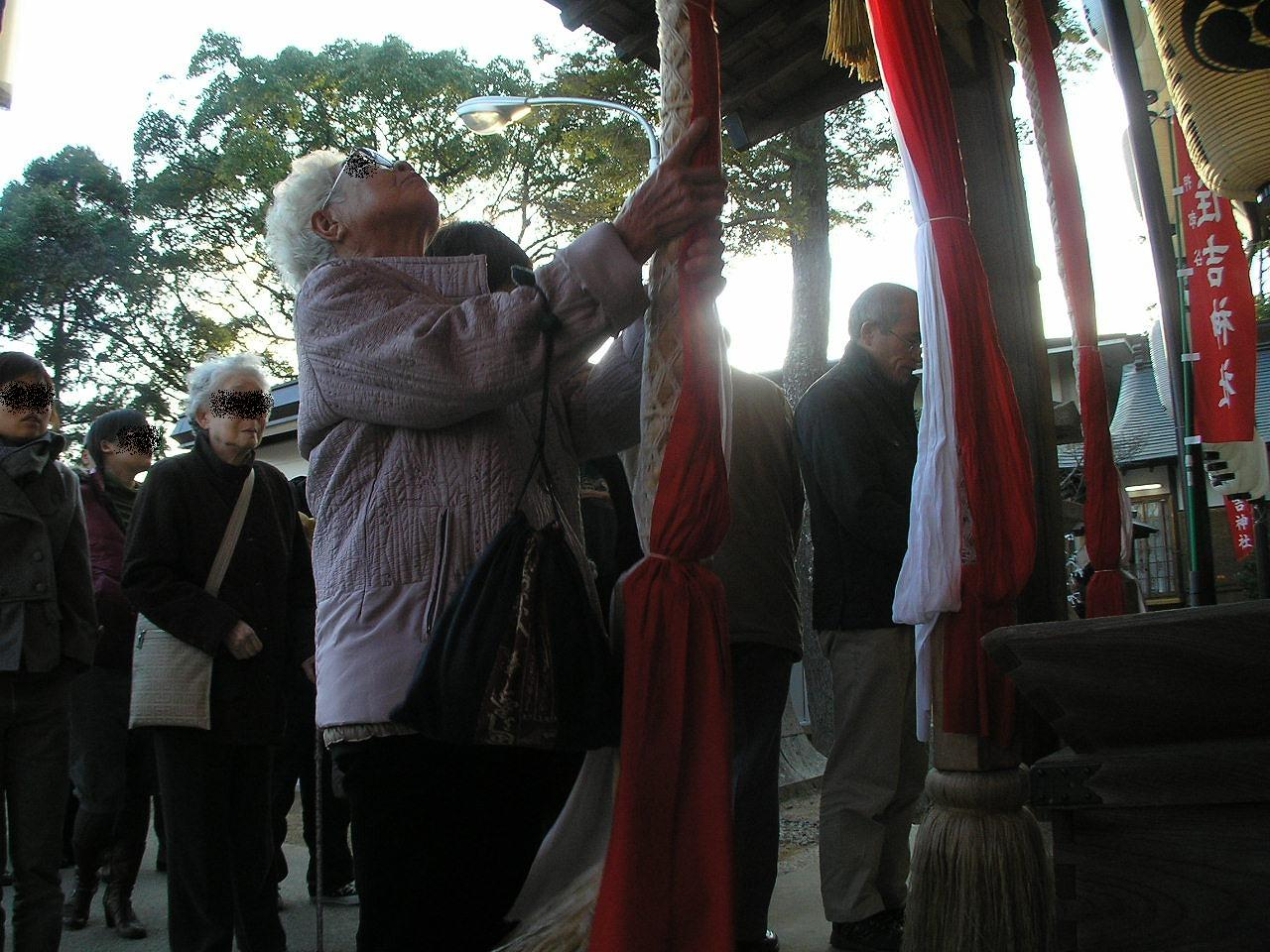
2008年度初詣（歳旦祭）
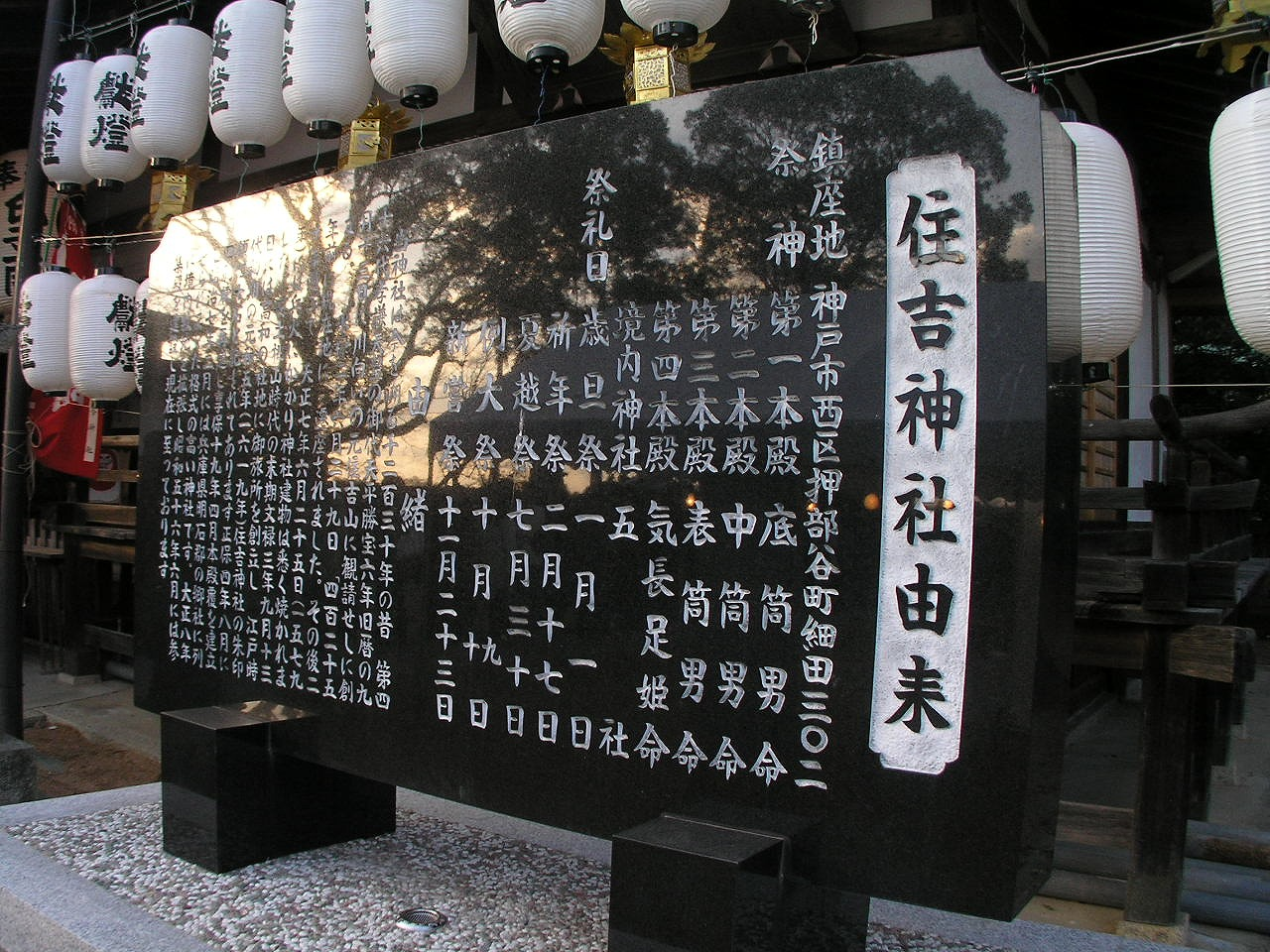
神社由来
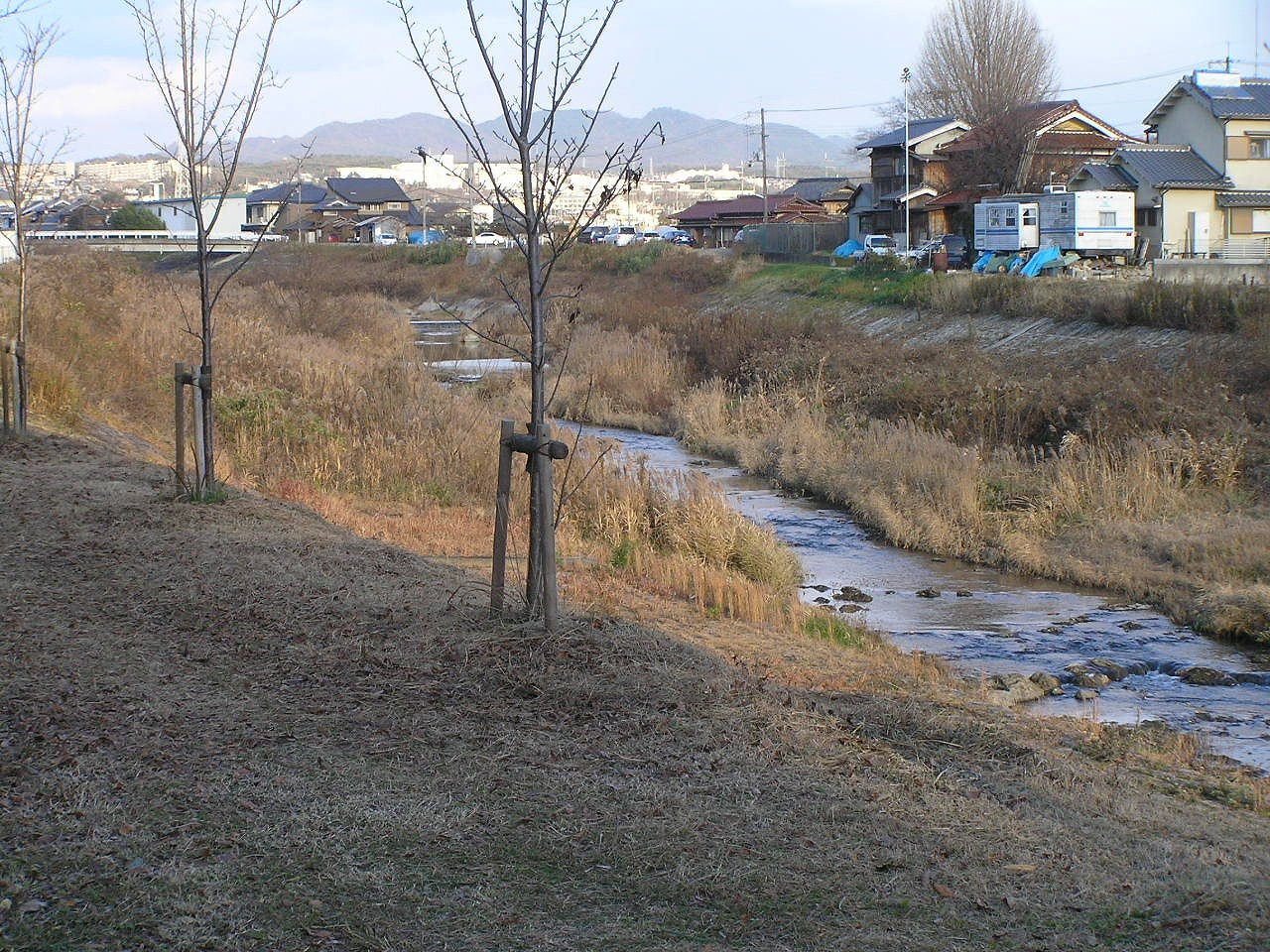
裏を流れる明石川